# 維利·門茨
維利·門茨（Willi Mentz）是第二次世界大戰期間德國黨衛軍的成員，也是大屠殺實施者，曾在波蘭境內的猶太人大屠殺的萊茵哈德行動階段在特雷布林卡滅絕營工作。門茨在集中營裡被稱為“科學怪人”。

## 生平
門茨在特雷布林卡滅絕營是黨衛軍奧古斯特·米耶特（August Miete）的下屬。抵達後，他受黨衛隊突擊隊大隊長克里斯蒂安·維爾特（Christian Wirth）的委託，監督在所謂的假醫務室（Lazaret）親手殺害猶太人，假醫務室周圍有鐵絲網，病人、老人、受傷者和「難以管教」的新來者被直接從大屠殺列車上帶走。。
假醫務室懸掛著紅十字旗。為了誘騙受害者，門茨穿著一件白色醫生工作服。他把新的受害者帶到營房後面一個深七公尺的露天挖掘坑的邊緣。門茨向數千名猶太人的後頸開槍，並將屍體推入火中。囚犯們都稱他為“科學怪人”，他是勞工隊中最令人恐懼的監工之一。據一份消息來源寫道：「唯一可以確定的是，他獨自殺害的運輸船上的猶太人數量高達數千人」。1943年12月，門茨被短暫送往索比堡滅絕營。
索比堡戰役之後，門茨在義大利的R行動（即黨衛軍R特遣隊）中服役，負責屠殺那裡的猶太人和遊擊隊員。1945年後，他回到西德擔任送奶工師傅。他於1960年被捕，被判處終身監禁。
1978年3月31日，他因健康狀況不佳出獄，1978年6月25日在帕德博恩去世。